# Dick Turpin
Richard Turpin (Hempstead, Essex, 21 de setembre de 1705 - 7 d'abril de 1739), Va ser un camperol anglès esdevengut bandit i lladre de camí reial, convertit en llegenda popular després de la seva execució a York per haver robat cavalls.

## Biografia
Turpin hauria pogut seguir l'activitat del seu pare com a carnisser, però, a principis dels anys 1730 es va unir a una colla de lladres de cérvols i, més tard, es va convertir en un caçador furtívol, lladre de cavalls i assassí. També és conegut en la tradició oral anglesa per un pretès recorregut de 320 quilòmetres, en una sola nit, des de Londres fins a York amb el seu cavall Black Bess, una història que va ser feta famosa pel novel·lista William Harrison Ainsworth gairebé 100 anys després de la mort de Turpin.
La participació de Turpin en el delicte amb el qual se l'associa més sovint, de lladre de camins, va dur a la detenció dels altres membres de la seva colla el 1735. Després Turpin va desaparèixer de la vista pública cap al final d'aquest any, només per ressorgir el 1737 amb dos nous còmplices, a un dels quals potser ell va disparar i matar accidentalment.
Turpin va fugir de l'escena i poc després va matar a un home que intentava capturar-lo. Aleshores es va mudar a Yorkshire sota el pseudònim de John Palmer. Mentre s'allotjava a un hostal, els magistrats locals sospitaren d'ell i investigaren els seus moviments. Sospitós de robar cavalls, va ser empresonat al castell de York, per ser jutjat. La seva identitat es revelà mitjançant una carta al seu cunyat escrita a la presó que caigué en mans de les autoritats. El 22 de març de 1739, Dick Turpin va ser declarat culpable de dos robatoris de cavalls i condemnat a mort: va ser executat el 7 d'abril.
Després de la seva execució, Dick Turpin va ser convertit en llegenda. Representat com a heroi en balades angleses i en el teatre popular dels segles xviii i xix, així com en el cinema i la televisió del segle xx, Dick Turpin és una figura del folklore modern anglès.

## Primers anys de vida
Richard Turpin va néixer a l'hostal "Blue Bell Inn" (després anomenat "Rose and Crown") de Hempstead, Essex, essent el cinquè dels sis fills de John Turpin i Mary Elizabeth Parmenter. Va ser batejat el 21 de setembre de 1705, a la mateixa parròquia on els seus pares s'havien casat més de deu anys abans.
El pare de Turpin era carnisser i hostatger. Diverses versions suggereixen que Dick Turpin podia haver seguit el seu pare en aquests oficis; es dona a entendre que, com a adolescent, va ser aprenent amb un carnisser al poble de Whitechapel, mentre que un altre autor va dir que dirigí la seva pròpia carnisseria a Thaxted. El testimoni del seu judici, el 1739, suggereix que es va casar al voltant de 1725 amb Elizabeth Millington, però no hi ha constància de la data de la unió. Després es van traslladar a Buckhurst Hill, a Essex, on Turpin hi va obrir una carnisseria.

## La colla d'Essex
Turpin probablement es va involucrar amb la colla de lladres d'Essex a principis dels anys 1730. La caça furtiva dels cérvols havia estat endèmica durant molt de temps al bosc reial de Waltham, i el 1723 es va promulgar la Llei Negra (anomenada així perquè prohibia ennegrir o disfressar les cares dins els boscos) per tractar aquests problemes. El robatori dels cérvols era un delicte domèstic que no es jutjava als tribunals civils, sinó als jutjats de pau; no va ser fins a 1737 que es va introduir una sanció més greu. No obstant això, el 1731 set "verderers" van signar una declaració jurada que mostrava les seves preocupacions. La declaració es va presentar a Thomas Pelham-Holles, primer duc de Newcastle, que va respondre oferint una recompensa de 10 lliures esterlines a qualsevol que ajudàs a identificar els lladres, a més d'un perdó per als lladres que denunciassin als seus companys. Després d'una sèrie d'incidents, el 1733 el govern va augmentar la recompensa a 50 lliures esterlines.
La banda d'Essex (de vegades anomenada "Gregory Gang"), incloïa Samuel Gregory, els seus germans Jeremiah i Jasper, Joseph Rose, Mary Brazier (l'encobridora de la banda), John Jones, Thomas Rowden i el jove John Wheeler, necessitava contactes per ajudar-los a vendre els cérvols. Turpin, un jove carnisser de la zona, es va implicar gairebé amb tota seguretat en les seves activitats. Encara que no hi ha evidències que suggereixin que Turpin estigués directament involucrat en els robatoris, per a l'estiu de 1734 era un associat proper de la colla.
A l'octubre de 1734, diversos membres de la colla havien estat capturats o havien fugit, i els membres restants es van allunyar de la caça furtiva, assaltant la llar d'un comerciant anomenat Peter Split, a Woodford. Els autors no es coneixen, Turpin podria haver-hi estat involucrat.Dues nits més tard van tornar a assaltar, a la seva casa de Woodford, un cavaller anomenat Richard Woolridge. Al desembre, Jasper i Samuel Gregory, John Jones i John Wheeler van atacar la casa de John Gladwin i John Shockley, a Chingford. El 19 de desembre, Turpin i altres cinc homes van assaltar la casa d'Ambrose Skinner, un agricultor de 73 anys de Barking.
Dos dies més tard, la colla, menys Turpin, va atacar la casa d'un guardià, William Mason, al bosc d'Epping. L'11 de gener de 1735, la banda va atacar a la seva casa de Charlton, el Sr. Saunders. Per robar un cavaller anomenat Sheldon, una setmana més tard a Croydon, Turpin va arribar emmascarat i armat amb pistoles, amb quatre membres de la banda. El mateix mes, dos homes, possiblement de la mateixa colla, van atacar la casa del reverend Sr Dyde. Un altre atac brutal va ocórrer l'1 de febrer de 1735 a Loughton.

La colla residia a Londres o als seus voltants. Durant un temps, Turpin es va quedar a Whitechapel, abans de mudar-se a Millbank. El 4 de febrer de 1735 es va aplegar amb John Fielder, Samuel Gregory, Joseph Rose i John Wheeler, en una posada al costat de Broadway a Londres. Tenien previst robar la casa de Joseph Lawrence, un agricultor a Earlsbury Farm, a Edgware. A la fi d'aquesta tarda, després d'haver-se detingut dos cops per anar a menjar i beure, van capturar a un pastor i van entrar a la seva casa, armats amb pistoles. Van fermar dues criades i van atacar brutalment el pagès de 70 anys, però Lawrence es va negar a revelar el parador dels seus diners. Després de torturar Lawrence i violar una de les criades, escaparen amb un botí inferior a 30 lliures.
Tres dies més tard, Turpin, acompanyat dels mateixos homes juntament amb William Saunders i Humphrey Walker, va atacar brutalment una granja a Marylebone. L'endemà, el duc de Newcastle va oferir una recompensa de 50 lliures esterlines a canvi d'informació que conduís a la detenció dels involucrats en els dos robatoris de Woodford i els robatoris de la vídua Shelley i el reverend Dyde. L'11 de febrer van ser detinguts Fielder, Saunders i Wheeler. Wheeler, que potser sols tenia uns 15 anys, va trair ràpidament els seus companys i les seves descripcions van ser difoses entre la població.

## Desfeta de la colla
Després de la confessió de Wheeler, els altres membres de la colla van fugir dels seus amagatalls habituals. Turpin va informar a Gregory i als altres de la captura de Wheeler i va abandonar Westminster. El 15 de febrer de 1735, mentre Wheeler estava ocupat confessant a les autoritats, "tres o quatre homes" (probablement Samuel Gregory, Herbert Haines, Turpin i possiblement Thomas Rowden) van robar una casa a Chingford.
L'endemà, Turpin (i Rowden, si hi era present) es van separar de Gregory i Haines i es van dirigir a Hempstead per veure la seva família. Gregory i Haines potser anaren a buscar Turpin, perquè el 17 de febrer es van aturar a menjar a Debden i van demanar una espatlla de xai amb la intenció de quedar-se la nit. No obstant això, un home anomenat Palmer els va reconèixer. Malgrat tiot, els dos lladres van escapar. Es van reunir amb Turpin, i juntament amb Jones i Rowden, van poder viatjar a Gravesend abans de tornar a Woodford. Un altre robatori es va produir a Woodford cap a finals de febrer, possiblement per Gregory i els seus homes, però amb la majoria de les vies d'escapament tancades, i amb les autoritats que els van caure a damunt, els membres restants de la banda d'Essex es varen amagar, probablement al bosc d'Epping.
Sis dies després de la detenció de Fielder, Saunders i Wheeler, varen ser capturats Rose, Brazier i Walker a Westminster. Fielder, Rose, Saunders i Walker van ser jutjats a la sessió general de Middlesex entre el 26 de febrer i l'1 de març de 1735. Turpin i Gregory també van ser nomenats en les acusacions de robatori. Walker va morir mentre es trobava a la presó de Newgate, però els tres restants van ser penjats a la forca de Tyburn el 10 de març. El cos de Walker va ser penjat amb cadenes.
Turpin va ser present amb quatre membres de la colla en un altre robatori, el 8 de març. Mentrestant, Jasper Gregory va ser capturat i executat a finals de març. Els seus germans van ser arrestats el 9 d'abril a Rake, West Sussex. Jeremy va morir a la presó de Winchester; Samuel va ser jutjat al maig, i executat el 4 de juny. Mary Brazier va ser transportada a les Tretze Colònies. Herbert Haines va ser capturat el 13 d'abril i executat a l'agost. John Wheeler, que havia estat fonamental per provar els casos contra els seus antics companys, i que va ser alliberat, va morir a Hackney el gener de 1738. El motiu de la seva mort no es registra, però se suposa que són causes naturals.

## Turpin sota el nom de John Palmer
Al voltant del juny de 1737, Turpin es va embarcar al Ferry Inn de Brough, sota el nom de John Palmer (o Parmen). Viatjant pel riu Humber entre els comtats històrics de East Riding of Yorkshire i Lincolnshire, es va presentar com a comerciant de cavalls i sovint va caçar al costat de cavallers locals. El 2 d'octubre de 1738, Turpin va disparar a la gallina d'un altre home al carrer. Va ser reprès per John Robinson a qui va amenaçar de disparar també. Tres jutges d'East Riding: George Crowle (diputat de Hull), Hugh Bethell i Marmaduke Constable van viatjar a Brough i van presentar declaracions escrites sobre l'incident. Van amenaçar de tancar-lo, però Turpin no va pagar la fiança requerida i va ser tancat a la Casa de Correcció a Beverley.
Robert Appleton, secretari del jutjat d'East Riding va informar més tard que els tres jutges van preguntar com "Palmer" havia guanyat els seus diners, sospitant que el seu estil de vida estava finançat per activitats delictives. Turpin va afirmar que era un carnisser que havia entrat en deutes, i que havia deixat la seva casa a Long Sutton, Lincolnshire. Quan es va posar en contacte amb el jutge de Long Sutton (senyor Delamere), aquest els va confirmar que John Palmer havia viscut allí durant uns nou mesos, però que se sospitava d'ell de robar ovelles i que havia escapat de la custòdia del policia local. Delamere també va sospitar que Palmer era un lladre de cavalls i que havia pres diverses declaracions que recolzaven la seva opinió i va dir als tres jutges que hauria de ser detingut. Els tres jutges van considerar que el cas era massa greu per a què Palmer restàs a Beverley, i demanaren garanties per dur-lo a York. Turpin es va negar, i per això el 16 d'octubre va ser traslladat al castell de York emmanillat..
Des del 1545, el robatori de cavalls era un delicte greu castigat amb la mort. Durant els segles xvii i xviii, els delictes contra la propietat figuren entre els delictes més severament castigats, i la majoria dels 200 delictes castigats per pena de mort van afectar el dret a la propietat. Robatori és "el tipus de delinqüència per la qual es podria acusar i jutjar amb la màxima severitat just després de l'assassinat premeditat, un crim bastant rar", assenyala McKenzie. Alguns experts assenyalen que es donava més valor a la propietat que a la vida humana. No obstant això, només un petit nombre de condemnats a mort eren executats. La clemència i la discreció es converteixen en les paraules clau del sistema de justícia anglès, fomentant el patrocini i l'obediència a la classe dirigent.
És en aquest context legal que Turpin robà diversos cavalls, actuant amb el nom de Palmer. El juliol del 1737 robà un cavall de Pinchbeck a Lincolnshire i l'usà per visitar al seu pare a Hempstead. Robà tres cavalls més al camí de tornada a Brough. Tothom sap que ells és el fill de John Turpin i el cavall és ràpidament identificat. Per això, el 12 de setembre de 1738, John Turpin és enviat a la presó amb el càrrec de robatori de cavalls, càrrec que no obstant això és abandonat el 5 de març de 1739, gràcies a l'ajuda que suposa per evitar una rebel·lió dels presoners. Aproximadament un mes després del trasllat de Turpin, sota el nom de Palmer, a York, Thomas Creasy, propietari dels tres cavalls robats, va aconseguir seguir els seus passos i recuperar-los. És per aquests últims robatoris que Turpin finalment va ser jutjat.
Des de la seva cel·la, Turpin va escriure al seu cunyat, Pompr Rivernall, que també vivia a Hempstead. Rivernall estava casat amb Dorothée, la germana de Turpin. La carta va ser reconeguda i s'advertí al jutge Thomas Stubbing, que pagà les taxes i obri la carta. El 23 de febrer, s'identificà Palmer com a realment Dick Turpin. James Smith rebé per a això la recompensa de 200 lliures esterlines (l'equivalent a 27.000 lliures esterlines el 2010) oferta pel duc de Newcastle.

## El procés
Tot i que hi va haver alguna qüestions sobre el lloc on s'hauria de dur a terme el judici, el duc de Newcastle el volia fer a Londres: Turpin va ser jutjat a York. Els actes es van iniciar el 22 de març. Turpin va ser acusat del robatori dels cavalls de Creasy: una euga que valia tres lliures, un poltre per valor de 20 xílings i un altre animal de tres lliures. Les acusacions van declarar que els suposats delictes havien ocorregut a Welton l'1 de març de 1739. Tècnicament els càrrecs no eren vàlids: les infraccions havien ocorregut a Heckington, no a Welton, i la data també era incorrecta; els delictes s'havien produït l'agost de 1738.

## L'execució
Abans de la seva execució, Turpin va rebre diversos visitants,tot i que va rebutjar els esforços d'un clergue local. John Turpin potser va enviar el seu fill una carta, amb data del 29 de març, on l'instava a "demanar a Déu que perdonés les seves moltes transgressions, ja que el lladre de la creu va rebre el perdó en el darrer moment". Turpin va comprar una roba nova i sabates.
El 7 d'abril de 1739, Turpin i John Stead (un lladre de cavalls) van ser portats a través de York per un carro obert a Knavesmire. Turpin "es va comportar amb una correcció increïble" i "es va inclinar als espectadors mentre passava". Va pujar una escala cap a la forca i va parlar amb el seu botxí. York no tenia cap botxí permanent, i era costum perdonar un presoner a condició que actués com a botxí. En aquesta ocasió, l'home perdonat era Thomas Hadfield. Un relat de "The Gentleman's Magazine" del 7 d'abril de 1739 assenyalava la sensació de Turpin: "Turpin es va comportar de manera desanimada; mentre va pujar a l'escala, sentint que tremolava la cama dreta, va parlar algunes paraules al botxí, i va expirar en cinc minuts. "[
La forca provocava la mort per una lenta estrangulació, de manera que Turpin va quedar penjat fins a la tarda, quan va ser despenjat i portat a una taverna de Castlegate. L'endemà al matí, el cos de Turpin va ser enterrat al cementiri de l'església de George's Church, Fishergate, enfront del que ara és l'església catòlica de George's Church. El dimarts següent a l'enterrament, el cadàver va ser robat. El robatori de cadàvers per a la investigació mèdica era un fet bastant freqüent i probablement tolerat per les autoritats de York. El cos va ser recuperat i tornat enterrar, suposadament aquesta vegada amb calç viva. El cos de Turpin se suposa que es troba al cementiri de St George's, encara que hi ha dubtes sobre l'autenticitat de la tomba.